# Seth Rollins
Colby Daniel Lopez (Davenport, 28 de maio de 1986), mais conhecido pelo nome de ringue Seth Rollins, é um lutador profissional americano. Ele trabalha atualmente para a WWE, onde atua na marca Raw e é o atual campeão mundial dos pesos pesados em seu segundo reinado, que iguala o recorde. Ele é conhecido pelos apelidos "O Visionário", "O Revolucionário" e "O Arquiteto".
Antes de assinar com a WWE, ele lutou sob o nome de Tyler Black na Ring of Honor (ROH). Black conquistou o Campeonato Mundial da ROH uma vez e o Campeonato Mundial de Duplas da ROH duas vezes (com Jimmy Jacobs) e venceu o torneio Survival of the Fittest de 2009. Ele também lutou por várias promoções independentes, incluindo a Full Impact Pro, onde foi Campeão Mundial dos Pesos Pesados da FIP, e a Pro Wrestling Guerrilla, onde foi Campeão Mundial de Duplas da PWG (também com Jimmy Jacobs).
Depois de assinar com a WWE em 2010, ele foi mandado para o território de desenvolvimento Florida Championship Wrestling (FCW) onde ele foi o primeiro FCW Grand Slam Champion. Depois da WWE deixar a FCW e relançar o NXT, ele se tornou o inaugural Campeão do NXT. Rollins estreou no plantel principal da WWE em 2012, junto com Dean Ambrose e Roman Reigns como The Shield. Rollins foi duas vezes Campeão Mundial dos Pesos-Pesados da WWE, uma vez Campeão do Estados Unidos (o primeiro e único lutador a possuir os dois títulos ao mesmo tempo) e seis vezes Campeão de Duplas da WWE (uma vez com Roman Reigns, duas vezes com Dean Ambrose, uma vez com Jason Jordan, uma vez com Braun Strowman e uma vez com Murphy),e uma vez também WWE intercontinental Champion, derrotando The Miz & Finn Bálor em uma Triple Treath match na Wrestlemania 34,considerado agora, WWE Grand Slam Champion, sendo também o vencedor do combate de escadote do Money in the Bank na edição de 2014 e um Slammy de "Superstar do Ano" em 2015.
Elogiado por suas habilidades no ringue e capacidade de reinventar seu personagem na tela, Rollins é considerado um dos maiores lutadores ativos hoje e de sua geração. Rollins liderou a lista PWI 500 da Pro Wrestling Illustrated dos 500 melhores lutadores do mundo em 2015, 2019 e 2023, foi eleito o Lutador do Ano da PWI em 2015 e 2023 e foi nomeado Lutador do Ano pela Sports Illustrated em 2022.

## Carreira na luta livre profissional

### Treinamento e início de carreira
Fazendo sua estreia em 2005, Lopez começou a luta na Scott County Wrestling (SCW), federação na qual ele iria aprimorar suas habilidades sob o nome Gixx. Ele também começou a lutar para a promoção de Ian Rotten, a IWA Mid-South e mais tarde, participou do torneio Ted Petty Invitational, derrotando Sal Thomaselli antes de ser eliminado por Matt Sydal nas quartas-de-final em Hammond, Indiana em 23 de setembro de 2005. Ele também ganhou o SCW Heavyweight Championship, pichando no cinturão as palavras "The Black Era" (A Era Black). Mais tarde, ele conquistou o IWA Mid-South Light Heavyweight Championship.
Ele logo se juntou a NWA Midwest e, juntamente com Marek Brave, ganhou o NWA MidWest Tag Team Championship. Os dois defenderam com sucesso os cinturões contra Ryan Boz e Danny Daniels, Brett Wayne e Hype Gotti e Jayson Reign e Marco Cordova, várias vezes no início de 2006. Ele também enfrentou Eric Priest e A.J. Styles em lutas individuais.
Ele apareceu brevemente na Total Nonstop Action Wrestling, se unindo a Jeff Luxon e sendo derrotado pela Latin American Xchange (Homicide e Hernandez) no Impact em outubro de 2006.

### Promoções independentes (2007–2010)
Em 25 de maio de 2007, durante uma luta na Full Impact Pro (FIP) contra The Briscoes em Melbourne, Flórida, o parceiro de equipe de Black, Marek Brave sofreu uma lesão nas costas que o afastou dos ringues durante várias semanas. Durante este tempo, Lopez competiu sozinho, foi para a Pro Wrestling Guerrilla (PWG), onde derrotou Joey Ryan em 10 de junho e seu treinador Danny Daniels no Point of No Return '07 em 16 de junho.
No PWG Life During Wartime em 6 de julho de 2008, Lopez se uniu com Jacobs para vencer o PWG World Tag Team Championship, derrotando Roderick Strong e El Generico, que era substituto de Jack Evans. No evento da FIP em 20 de dezembro 2008, Black derrotou Go Shiozaki para ganhar o FIP World Heavyweight Championship. No evento da FIP em 2 de maio de 2009, Davey Richards recebeu o FIP World Heavyweight Championship por desistência, hporque Black era incapaz de competir.

### Ring of Honor (2007–2010)

#### Age of the Fall (2007–2009)

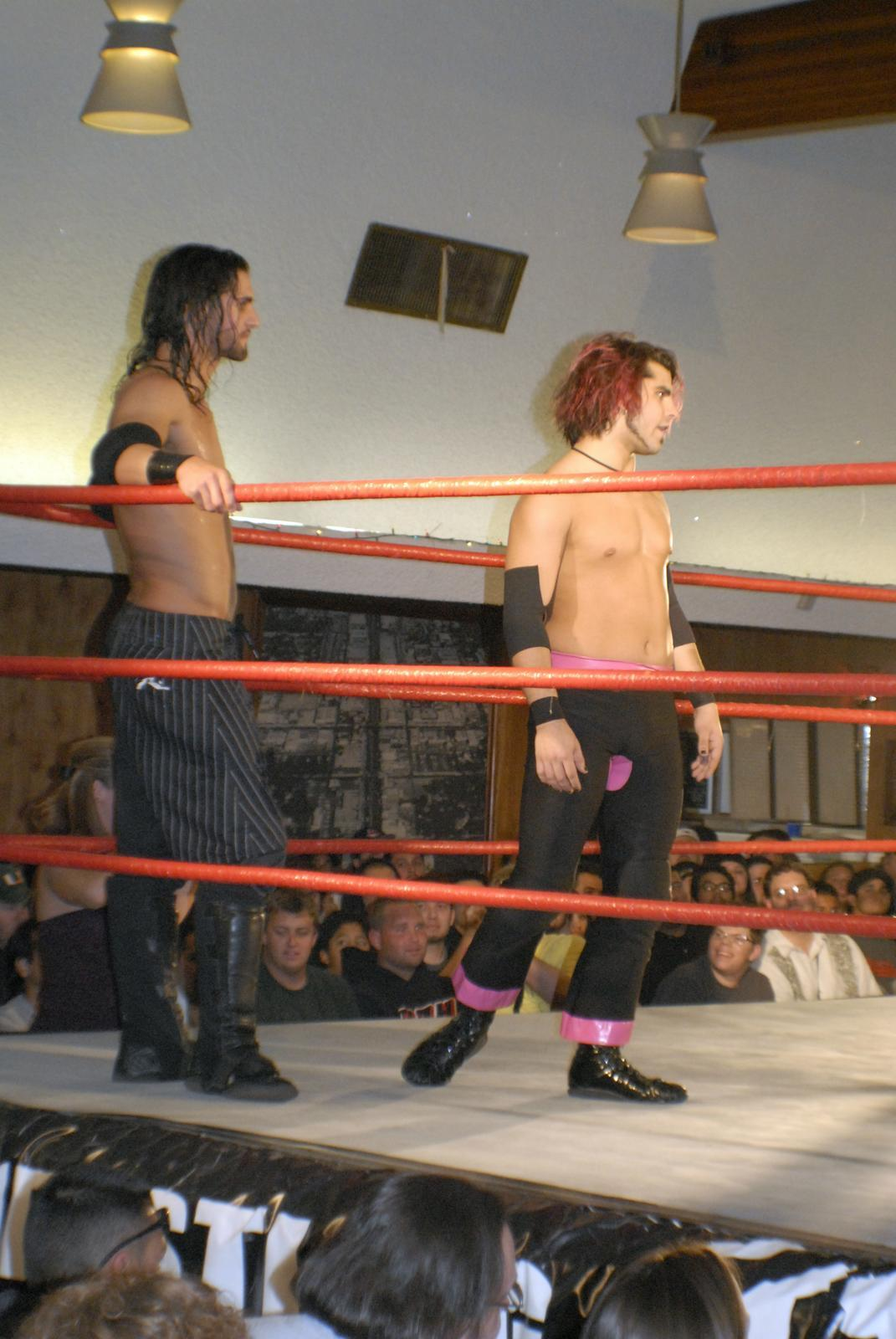
Black (à esquerda), no ringue com o líder da Age of The Fall, Jimmy Jacobs.

No gravação do pay-per-view da Ring of Honor (ROH), o Man Up em setembro de 2007, Black fez sua estreia, ao lado de Jimmy Jacobs e Necro Butcher, atacaram os Briscoe Brothers, enforcando Jay Briscoe com uma escada, que havia sido usada em uma ladder match mais cedo naquela noite. Jacobs anunciou que os três haviam formado uma stable chamada The Age of the Fall. O angle era tão controverso que, a ROH decidiu retirar as imagens do pay-per-view que estava sendo gravado no evento. No entanto, o angle também foi muito solicitado pelos fãs da ROH, por isso foi mostrado no ROH Videowire em 15 de setembro. Mais tarde, no evento Black enfrentou Jack Evans uma dark match, que terminou quando Jacobs e Necro Butcher interferiram, a The Irish Airborne apareceram para ajudar Evans. Em uma six-man tag team match entre The Age of the Fall contra The Irish Airborne e Jack Evans, terminou em no contest quando Butcher atacou o árbitro.
Jimmy Jacobs e Necro Butcher enfrentaram The Vulture Squad (Jack Evans e Ruckus) em várias handicap matches durante início de outubro,  Black se juntou com The Age of the Fall para enfrentar Jack Evans, Ruckus e Jigsaw em uma 6-man tag team match em 1 de novembro no Glory by Honor VI Night 1. Na noite seguinte, Black derrotou Alex "Sugarfoot" Payne, mas foi atacado pelos Briscoes após a luta. Ele apareceu com The Age of the Fall em sua luta contra os Briscoes durante o evento principal. Na Final Battle 2007, Black e Jacobs derrotaram os Briscoes para ganhar o ROH World Tag Team Championship. Eles perderam os títulos, um mês depois em 26 de janeiro para o No Remorse Corps (Davey Richards e Rocky Romero) em uma Ultimate Endurance match, também envolvendo The Hangmen 3 (Brent Albright e BJ Whitmer), e a equipe de Austin Aries e Bryan Danielson.
No Take No Prisoners, sexto pay-per-view da ROH, Black desafiou Nigel McGuinness pelo ROH World Championship, mas foi derrotado. No Up For Grabs, Black e Jacobs ganharam um torneio de oito equipes para ganhar o ROH World Tag Team Championship pela segunda vez. Os dois perderam os cinturões no Driven para a equipe de Kevin Steen e El Generico. Black teve uma segunda chance pelo ROH World Championship no Death Before Dishonor VI, em Nova York, quando ele enfrentou McGuinness, Danielson e Claudio Castagnoli em uma three-way match, mas McGuinness retou o título. Na Final Battle 2008, Black perdeu para Austin Aries, em uma luta que definiria o #1 Contender pelo ROH World Championship. Após o jogo, Jacobs atacou Black, e em seguida Aries também o atacou. No Full Circle, Black derrotou Nigel McGuinness em 16 de janeiro, mas a luta não valia o cinturão. Na noite seguinte, o #1 Contender Aries recusou-se a enfrentar McGuinness, e então Black desafiou McGuinness, mas não obteve sucesso. Em 26 de junho no Violent Tendencies, Black derrotou Jimmy Jacobs em uma steel cage match para acabar com a rivalidade.

#### A busca pelo ROH World Championship (2009–2010)
Em setembro de 2009, Black fez uma cirurgia em uma hérnia de disco em seu pescoço. Em 10 de outubro, Black derrotou Kenny King em uma luta na primeira fase e, em seguida, Claudio Castagnoli, Colt Cabana, Delirious, Chris Hero e Roderick Strong na final para vencer o torneio Survival of the Fittest, o que lhe concedeu a chance de uma luta pelo cinturão. Em 19 de dezembro na Final Battle 2009, Black lutou contra o ROH World Champion Austin Aries, a luta acabou em empate, e consequentemente Aries reteve o cinturão. Após esta luta, o comissário da ROH, Jim Cornette anunciou uma revanche em 13 fevereiro de 2010 no oitavo aniversário da promoção. Para que houvesse um vencedor se ocorresse outro empate, Cornette criou uma comissão julgadora com ele e uma pessoa escolhida por cada concorrente. Aries escolheu Kenny King enquanto Black escolheu Roderick Strong, a quem ele garantiu uma disputa de título que ele deveria ganhar. No evento, Black fez o pin em Aries para ganhar o ROH World Championship.
Em 3 de abril, Black manteve o título em uma three-way elimination match contra Austin Aries e Roderick Strong no The Big Bang!, privando Strong de uma singles match pelo cinturão. Ele também manteve no pay-per-view seguinte, o Death Before Dishonor VIII, em 19 de junho, em uma luta contra Davey Richards. Black teve atitudes heel em 20 de Agosto nas gravações do Ring of Honor Wrestling, após a notícia de que ele havia assinado um contrato de desenvolvimento com a World Wrestling Entertainment (WWE). Lopez fez uma promo para criticar os fãs que estavam o rotulando de vendido, pois assinou com a WWE, em alguns momentos foi baseado em sentimentos verdadeiros de Lopez. Ele também ameaçou levar o ROH World Championship com ele para a WWE, e se recusou a colocar em jogo o cinturão contra Davey Richards em 28 de agosto, que ele perdeu por submissão. Em 11 de setembro no Glory By Honor IX, Black perdeu o ROH World Championship para Roderick Strong em uma No Disqualification match com Terry Funk como guest enforcer. Isso marcaria sua última aparição na ROH.

### World Wrestling Entertainment / WWE

#### Territórios de desenvolvimento (2010–2012)
Em 8 de agosto de 2010, foi relatado Lopez assinou um contrato de desenvolvimento com a World Wrestling Entertainment, para estrear no seu desenvolvimento, a Florida Championship Wrestling (FCW), em setembro. Lopez já recebeu uma proposta da TNA que seria sua prefêrencia mas seu amigo Evan Bourne (Matt Sydal anteriormente) o convenceu a assinar com a WWE. Em 14 de setembro de 2010, Lopez (como Tyler Black) fez sua estreia na WWE em uma dark match antes da gravação do SmackDown, derrotando Trent Barreta.
Lopez estreou na FCW em 30 de setembro, usando o nome Seth Rollins, na derrota para Michael McGillicutty. Rollins, em seguida, enfrentou Hunico em 4 de novembro, na primeira 'FCW 15' match com a estipulação que a luta seria uma Iron Man match de 15 minutos. A luta terminou em  empate de 1-1. Depois disso, Rollins, junto com Hunico, Richie Steamboat e Jinder Mahal, participaram do torneio FCW 15 Jack Brisco Classic. Rollins se classificou para as finais em 13 de janeiro 2011, onde derrotou Hunico para ganhar o torneio e se tornar o primeiro FCW 15 Champion.
Em 25 de março em um evento ao vivo, Rollins e Richie Steamboat derrotaram Damien Sandow e Titus O'Neill para ganhar o FCW Florida Tag Team Championship. Em 12 de maio, Rollins e Steamboat perderam os cinturões para Big E. Langston e Calvin Raines.
Em julho de 2011, Rollins começou uma rivalidade com Dean Ambrose. Ambrose e Rollins tiveram seu primeiro combate em uma luta pelo FCW 15 Championship com a estipulação de que seria uma luta Iron Man de 15 minutos em 14 de agosto. A luta terminou em um empate, com nenhum dos competidores marcando ponto. Assim, Rollins manteve o seu título. Uma revanche aconteceu duas semanas mais tarde, também terminando em um empate de 0-0. A segunda revanche de 30 minutos pelo título ocorreu em 18 de setembro, nas gravações da FCW TV, no tempo limite, a luta terminou em empate de 2-2. Quem fizesse o primeiro ponto venceria. Rollins conseguiu, assim, derrotar Ambrose. Um episódio inteiro da FCW TV foi dedicado a mostrar a terceira luta da série. Em 22 de setembro, Rollins perdeu o FCW 15 Championship para Damien Sandow. Ambrose atacou Sandow, causando uma desqualificação e fazendo o título mudar de mãos.
Rollins fez sua estreia nos show principais da WWE em um vídeo promocional exibido no pay-per-view Elimination Chamber em fevereiro de 2012, sendo mostrado como figurante na academia de John Cena. Em 23 de fevereiro de 2012, ele derrotou Leo Kruger para se tornar o novo Campeão Floridense dos Pesos-Pesados da FCW.
Quando a WWE rebatizou a FCW para NXT Wrestling, Rollins estreou no segundo episódio da sexta temporada da WWE NXT gravado na Full Sail University, onde ele derrotou Jiro. Rollins entrou no torneio Gold Rush que coroaria o campeão inaugural do NXT onde ele derrotou Jinder Mahal nas finais do torneio em 29 de agosto no NXT (gravado em 26 de julho). Rollins tinha derrotado Drew McIntyre nas quartas de finais e Michael McGillicutty nas semifinais. Em 10 de outubro no episódio do NXT, Rollins fez sua primeira defesa bem sucedida do título derrotando McGillicutty. Em 15 de novembro durante as gravações do NXT, Rollins derrotou Mahal na sua segunda defesa bem sucedida do título; o episódio foi ao ar em 12 de dezembro devido a um atraso de transmissão.

#### The Shield (2012–2014)

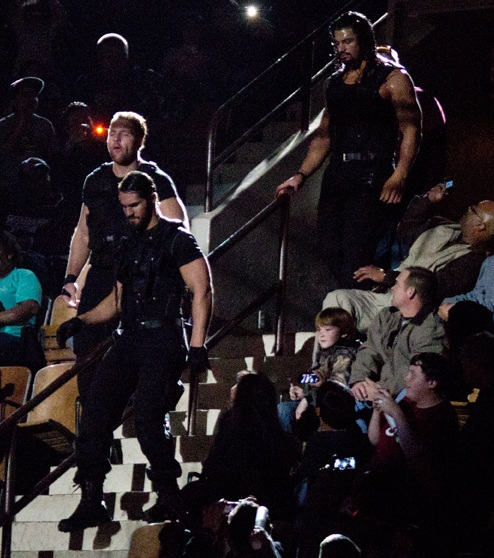
The Shield fazendo sua entrada pelo público

No Survivor Series, Rollins, Dean Ambrose e Roman Reigns interferiram na luta entre CM Punk, John Cena e Ryback pelo WWE Championship, atacando Ryback. No WWE Raw da noite seguinte, o trio voltou a atacar Ryback, quebrando com ele a mesa dos comentaristas. O trio atacou Santino Marella e Tyson Kidd durante as gravações do WWE Main Event em 20 de novembro. No Raw seguinte, os três foram entrevistados por Michael Cole, afirmando que não estavam trabalhando para CM Punk, mas defendendo-o contra injustiças, assim como fariam em favor de qualquer um que estivesse na situação de Punk. Eles intitularam-se The Shield e, mais tarde, atacaram Ryback, Kane e Daniel Bryan. No dia 4 de dezembro, após CM Punk realizar uma cirurgia no  joelho e ficar impossibilitado de competir no TLC: Tables, Ladders & Chairs contra Ryback, Mr. McMahon marcou uma Luta Tables, Ladders, and Chairs entre os membros da The Shield contra Ryback, Kane e Daniel Bryan no pay-per-view, sendo esta a estreia do grupo no ringue, onde eles consequentemente venceram. The Shield continuou á ajudar Punk depois do TLC, atacando Ryback e The Rock em janeiro de 2013. No Raw em 28 de janeiro, foi revelado que Punk e seu manager Paul Heyman estavam pagando o The Shield e Brad Maddox para trabalhar para eles o tempo todo.
The Shield depois calmamente terminou sua associação com Punk quando começaram uma rivalidade com John Cena, Ryback e Sheamus, o que levou a uma luta tag team de seis homens em 17 de fevereiro no Elimination Chamber, que a The Shield venceu. The Shield fez sua primeira luta no Raw na noite seguinte, onde eles derrotaram Ryback, Sheamus e Chris Jericho. Sheamus em seguida, formou uma aliança com Randy Orton e Big Show para enfrentarem o The Shield no WrestleMania 29, onde a The Shield venceu em sua primeira luta na WrestleMania. Na noite seguinte no Raw, o The Shield tentou atacar The Undertaker, mas foi impedido pelo Team Hell No. Isso criou uma luta tag team de seis homens em 22 de abril, que a Shield ganhou. Em 13 de maio no episódio do Raw, a sequência de vitórias do The Shield em lutas tag team de seis homens na televisão terminou em uma luta de eliminação conta John Cena, Kane e Daniel Bryan, que eles perderam por desqualificação.
Em 19 de maio no Extreme Rules, Rollins e Reigns derrotaram o Team Hell No em uma luta tornado tag team para vencer o Campeonato de Duplas da WWE. Rollins e Reigns fizeram sua primeira defesa de título televisionada em 27 de maio, no episódio do Raw, derrotando o Team Hell No em uma revanche. Em 14 de junho no episódio do SmackDown, a sequência do The Shield na televisão em lutas tag team de seis homens acabou, quando estes perderam para o Team Hell No e Randy Orton quando Daniel Bryan fez Rollins desistir. Bryan e Orton mais tarde enfrentaram Rollins e Reigns no Payback pelo Campeonato de Duplas da WWE, mas Rollins e Reigns defenderam os títulos com sucesso. Além disso, fizeram defesas bem sucedidas de títulos contra os The Usos em 14 de julho no pré-show do Money in the Bank e contra os The Prime Time Players (Darren Young e Titus O'Neil) no Night of Champions.

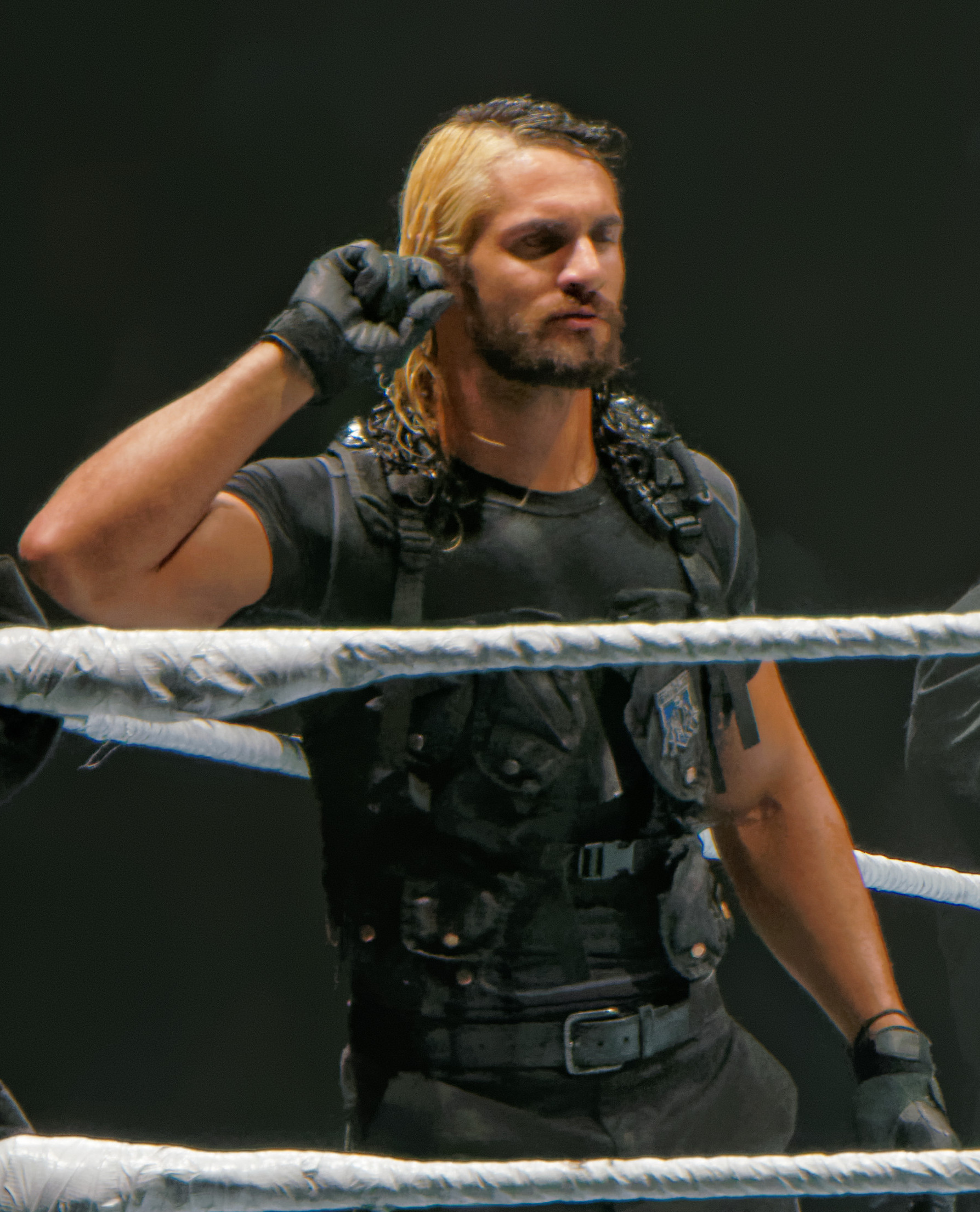
Rollins em um house show da WWE em novembro de 2013

Em agosto The Shield começou a trabalhar para o (diretor de operações) Triple H e para a The Authority. No Battleground, os demitidos Cody Rhodes e Goldust conseguiram seus empregos de volta após derrotarem Rollins e Reigns em uma luta sem os títulos em jogo. Em 14 de outubro no episódio do Raw, Rollins e Reigns perderam o Campeonato de Duplas da WWE para Cody Rhodes e Goldust em uma luta sem desqualificações, depois de uma interferência de Big Show. No Hell in a Cell, Rollins e Reigns falharam em recapturar os títulos em uma luta de tag team tripla. Uma tensão então começou no The Shield, com sua recente falta de sucesso continuando com uma derrota para CM Punk em uma luta handicap no pay-per-view TLC. No pay-per-view Royal Rumble, Rollins entrou na luta Royal Rumble como #2; ele conseguiu fazer três eliminações e ficar com o segundo maior tempo no ringue com 48 minutos antes de ser eliminado pelo companheiro de equipe Reigns. Na noite seguinte no Raw, o The Shield competiu em uma luta tag team de seis homens contra Daniel Bryan, Sheamus e John Cena com todos os três membros do time vencedor entrando na luta Elimination Chamber pelo Campeonato Mundial dos pesos-pesados da WWE. The Shield perdeu a luta por desqualificação após a The Wyatt Family interferir e atacar Cena, Bryan e Sheamus. The Shield procurou vingança e uma luta tag team de seis homens entre The Shield e The Wyatt Family foi marcada para o Elimination Chamber, onde o The Shield foi derrotado. Em 3 de março no Raw, The Shield perdeu uma revanche contra a The Wyatt Family quando o trabalho em equipe ruim de Ambrose e Reigns fez Rollins abandonar a equipe durante a luta; Rollins afirmou que ele tentou o suficiente para manter o grupo unido. Em 7 de março no episódio do SmackDown, Rollins afirmou que o The Shield se reconciliou depois de seu longo tempo de tensão após jogar suas frustações um em cima do outro.
Mais tarde em março, The Shield começou uma rivalidade com Kane tornando todos os membros do The Shield em mocinhos no processo. Na WrestleMania XXX, o The Shield derrotou Kane e The New Age Outlaws (Road Dogg e Billy Gunn), para vencer sua segunda luta na WrestleMania como um grupo. O The Shield logo após começou uma rivalidade com Triple H, o diretor de operações WWE e líder da The Authority, que então reformou o Evolution com Batista e Randy Orton para encarar o The Shield. O The Shield derrotou Evolution nos dois próximos pay-per-views, Extreme Rules e Payback, que foi a última entre o Evolution e o The Shield.

#### Campeão Mundial dos pesos-pesados da WWE e lesão (2014–2015)

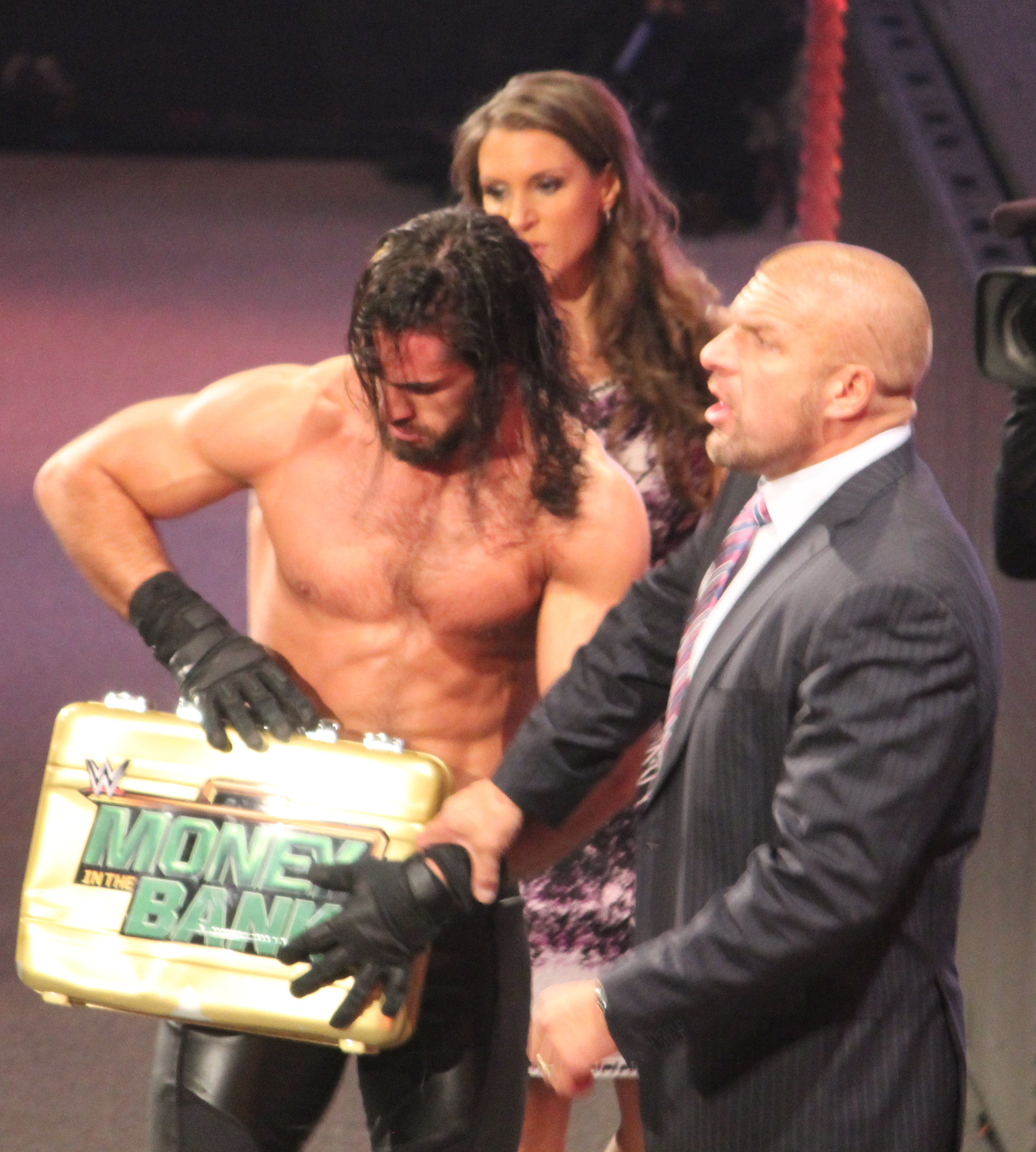
Rollins (como o Mr. Money in the Bank) junto com Stephanie McMahon e Triple H depois de ser atacado por Dean Ambrose no Night of Champions

Em 2 de junho no episódio do Raw, depois de Batista sair do Evolution e da WWE, Triple H revelou seu  "plano B", que consistiu em Rollins atacando Dean Ambrose e Roman Reigns e reentrando para a The Authority, se tornando vilão novamente. Rollins mais tarde explicou suas ações, afirmando que o The Shield nunca se tornaria um sucesso sem ele e que Ambrose e Reigns não eram seus irmãos, como eles alegaram, mas parceiros de negócio para ajudá-lo á se mover mais rápido na WWE. Em 17 de junho no episódio do Main Event, Rollins, agindo em nome da The Authority, colocou á si mesmo na tradicional luta Money in the Bank por um contrato que daria uma oportunidade pelo Campeonato Mundial dos pesos-pesados da WWE no Money in the Bank, que ele venceu depois de Kane nocautear Ambrose e segurar a escada para Rollins pegar a maleta. Rollins derrotou Ambrose duas vezes, no Battleground, em julho, por desistência, depois da luta ser cancelada por Triple H depois de Ambrose atacar Rollins nos bastidores, e em agosto, no SummerSlam, em uma luta lumberjack. Em 24 de agosto no episódio do Raw, Rollins derrotou Ambrose em uma luta Falls Count Anywhere e o lesionou após aplicar um Curb Stomp em blocos de concreto. Rollins foi programado para enfrentar Reigns no Night of Champions, mas a luta foi cancelada depois de Reigns precisar fazer uma cirurgia de emergência nahérnia, com Rollins vencendo a luta por desistência. Em 29 de setembro, no episódio do Raw, Jamie Noble e Joey Mercury se aliaram com a The Authority e começaram a servir de guarda-costas para Rollins. No Hell in a Cell, Rollins derrotou Ambrose em uma luta Hell in a Cell depois de Bray Wyatt interferir e atacar Ambrose, terminando oficialmente a rivalidade. No Survivor Series, Rollins capitaneou o Time Authority em uma luta tag team cinco contra cinco contra o Time Cena, em que Rollins foi o único sobrevivente e foi eliminado por Dolph Ziggler. Rollins continuou sua rivalidade com Cena no TLC: Tables, Ladders and Chairs, o que levou a uma luta de mesas, que Cena venceu. Em 25 de janeiro de 2015, no Royal Rumble, Rollins competiu pelo Campeonato Mundial dos pesos-pesados da WWE, contra Cena e Brock Lesnar, que Lesnar venceu. Em fevereiro, Rollins começou uma rivalidade com o apresentador do The Daily Show, Jon Stewart, afirmando que ele podia apresentar o show melhor do que Stewart.

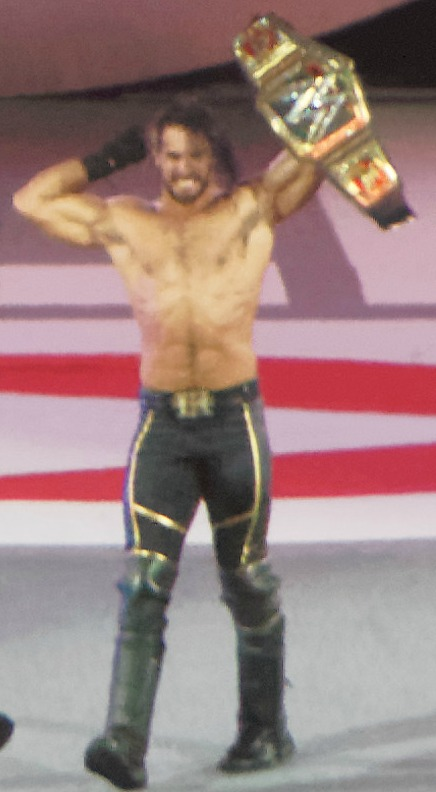
Rollins após vencer o Campeonato Mundial dos pesos-pesados da WWE na WrestleMania 31

Randy Orton retornou depois de um longo período ausente e atacou Rollins depois de sua luta no Fastlane, o que gerou uma luta naWrestleMania 31, onde Orton derrotou Rollins. Mais tarde naquela noite, Rollins fez o cash-in de seu contrato do Money in the Bank durante a luta entre Lesnar e Reigns que já durava 15 minutos, fazendo a luta virar uma luta triple threat, que Rollins venceu ao fazer o pin em Reigns para vencer o Campeonato Mundial dos pesos-pesados da WWE pela primeira vez em sua carreira. Rollins continuou sua rivalidade com Orton depois da WrestleMania, o que levou a ser marcada uma luta steel cage, com o RKO de Orton banido e Kane como o porteiro, no Extreme Rules, onde Rollins defendeu com sucesso seu título. Em maio, a tensão entre Rollins e Kane aumentou, após esse último anunciar uma defesa do título de Rollins contra Orton e Reigns no Payback, e depois de Dean Ambrose derrotar Rollins em um episódio do Raw, ele foi adicionado a luta. No evento, Rollins defendeu seu título com sucesso, depois de aplicar o Pedigree (movimento de finalização de Triple H). Rollins reteve seu título contra Ambrose, em 31 de maio, no Elimination Chamber, depois que ele foi desqualificado por empurrar o árbitro, e, em 14 de junho, no Money in the Bank em uma luta de escadas. No Battleground, Rollins reteve seu título por desqualificação contra Brock Lesnar, depois de The Undertaker atacar Lesnar.
Rollins mais tarde retomou sua rivalidade com John Cena, e o derrotou em uma luta Winner Takes All (O Vencedor Leva Tudo) no SummerSlam, em 23 de agosto, por ambos Campeonato Mundial dos pesos-pesados da WWE e Campeonato dos Estados Unidos da WWE, depois de Jon Stewart atacar Cena. Com a vitória, Rollins se tornou o primeiro e único lutador á ter os dois títulos simultaneamente. Rollins perdeu o Campeonato dos Estados Unidos da WWE de volta para Cena, no Night of Champions em 20 de setembro, mas defendeu com sucesso seu Campeonato Mundial dos pesos-pesados contra Sting. Em 25 de outubro, no Hell in a Cell, Rollins defendeu com sucesso seu título contra o "Demon" Kane, e de acordo com a estipulação da luta, "Corporate" Kane foi demitido como Diretor de Operações.
Em 4 de novembro, durante uma luta contra Kane em um house show em Dublin, Rollins rasgou o ligamento cruzado anterior, o ligamento colateral medial e o menisco medial em seu joelho quando executava o sunset-flip powerbomb. A lesão necessitou de cirurgia e foi estimado que Rollins ficaria fora de ação de seis a nove meses. Como resultado, Rollins foi forçado a deixar o Campeonato Mundial dos pesos-pesados da WWE vago no dia seguinte, terminando seu reinado em 220 dias.
Em 21 de dezembro no episódio do Raw, Rollins (de muletas) fez sua primeira aparição na televisão desde a lesão para aceitar o Slammy Award de Superstar do Ano em 2015. Durante seu discurso de aceitação, ele alegou que ia se redesenhar, se reconstruir e recuperar o Campeonato Mundial dos pesos-pesados da WWE que ele nunca perdeu.[carece de fontes?]

#### Retorno, disputa por títulos mundiais e feud com Triple H (2016-2017)

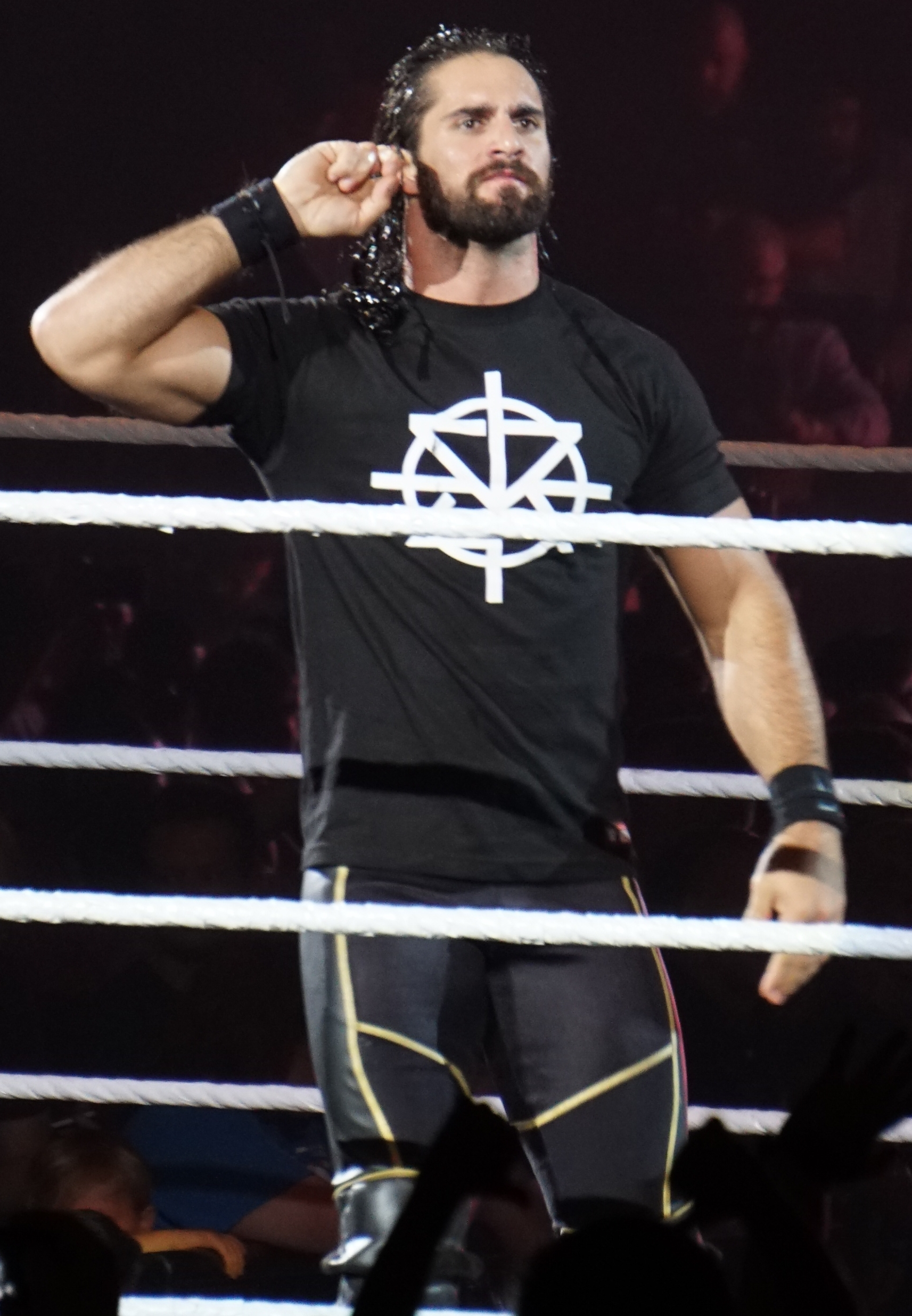
Rollins em setembro de 2016.

Rollins retornou durante o Extreme Rules, em 22 de maio de 2016. Depois do evento principal entre Roman Reigns e AJ Styles pelo Campeonato Mundial dos Pesos-Pesados, ele apareceu e atacou Reigns, levantando o título mundial. Na noite seguinte, no Raw, Shane McMahon concedeu a Rollins um combate pelo título contra Reigns no Money in the Bank. No evento, ele venceu o título, mas Dean Ambrose, que havia vencido a luta Money in the Bank mais cedo naquela noite, descontou o contrato contra ele, derrotando Rollins e conquistando Campeonato Mundial dos Pesos-Pesados.  No Raw de 20 de junho, Rollins e Reigns se enfrentaram novamente para determinar quem enfrentaria Ambrose pelo título no Battleground. Após a luta acabar em dupla contagem, Shane McMahon anunciou que os dois disputariam o título no evento. No entanto, Ambrose defendeu o Campeonato da WWE no Raw de 19 de julho contra Rollins, com a luta terminando empatada, e como resultado, ele manteve o título, apesar de Stephanie McMahon declarar Rollins como o vencedor. Em uma revanche pelo cinturão realizada na noite seguinte no SmackDown, Ambrose o derrotou. Neste mesmo dia, Rollins foi transferido para o Raw durante o Draft. No Battleground, Ambrose mais uma vez conseguiu manter o título depois de realizar o pin em Regins.
Na noite seguinte, no Raw de 25 de julho, Stephanie McMahon e o gerente geral Mick Foley anunciaram a criação de um novo título mundial exclusivo para o programa, o WWE Universal Championship, com o primeiro campeão sendo determinado no SummerSlam. McMahon e Foley anunciaram que o vencedor de uma qualificatória naquela noite enfrentaria Rollins pelo título no evento. Mais tarde, Finn Bálor saiu vencedor, marcando assim um combate entre os dois pelo título. No SummerSlam, Bálor derrotou Rollins, se tornando no primeiro campeão universal da WWE. No entanto, na noite seguinte, no Raw, ele foi forçado a abdicar o título devido a uma lesão sofrida durante o pay-per-view.
Como resultado, um mini-torneio foi criado para coroar um novo campeão. Naquela noite, Rollins derrotou Sami Zayn para avançar a final contra Kevin Owens, Big Cass e Roman Reigns no Raw da semana seguinte. No combate pelo título, que foi uma luta fatal 4-way de eliminação, Rollins eliminou Reigns com a ajuda do retornado Triple H, que o traiu atacando-o e permitindo que Kevin Owens vencesse o Universal Championship. Na semana seguinte, Rollins interrompeu a celebração de Owens, confrontando Stephanie McMahon, que negou qualquer conhecimento do ataque de seu marido, enquanto Owens começou a repreender Rollins, que o atacou. McMahon inicialmente suspendeu Rollins, mas Mick Foley anulou a decisão e concedeu-lhe uma revanche contra Owens pelo Campeonato Universal no Clash of Champions, onde foi derrotado depois da interferência de Chris Jericho. Durante o combate, ele sofreu uma lesão. No Hell in a Cell, em uma luta homônima, Rollins mais uma vez falhou em vencer o Campeonato Universal após Jericho entrar na jaula e ajudar Owens. No Survivor Series em novembro, ele fez parte do time do Raw junto com Owens, Chris Jericho, Braun Strowman e Roman Reigns, perdendo para o time SmackDown (AJ Styles, Dean Ambrose, Shane McMahon, Randy Orton e Bray Wyatt). No Raw seguinte, Rollins falhou novamente em vencer o Campeonato Universal em uma luta sem desqualificações após a interferência de Jericho. Na semana seguinte Rollins atacou Jericho no estacionamento, enquanto ele estava tentando sair da arena. No Roadblock: End of the Line, Rollins derrotou Jericho.
Rollins então anunciou sua participação na luta Royal Rumble de 2017 através do Twitter em 9 de janeiro de 2017, mas no Raw de 23 de janeiro, após uma distração causada pela música de Triple H, Sami Zayn derrotou Rollins para substituí-lo. Em 28 de janeiro, Rollins apareceu no NXT TakeOver: San Antonio interrompendo o show e chamando Triple H, que saiu só para pedir para os seguranças removê-lo do ringue. No Raw de 30 de janeiro, Rollins (que havia sido banido do Royal Rumble na noite anterior) confrontou Stephanie McMahon e mais uma vez chamou Triple H, exigindo respostas. Mais tarde naquela noite, Triple H saiu explicando que ele traiu Rollins porque ele sentia que ele era "uma fracasso por conta própria" e antes dele poder confrontá-lo, foi emboscado por trás pelo estreante Samoa Joe. Posteriormente a WWE anunciou em seu site que Rollins tinha novamente lesionado seu joelho durante a agressão. No Raw de 27 de fevereiro, Rollins explicou sobre sua lesão no joelho para Corey Graves dentro do ringue e confrontou Triple H dizendo que ele estaria na WrestleMania 33. No Raw de 13 de março, Rollins mesmo estando ferido, aparece para salvar Mick Foley de um ataque de Triple H, significando que ele foi autorizado pelos médicos, mas foi atacado por Triple H mais uma vez. Então ocorreu uma luta não-sancionada entre Rollins e Triple H na WrestleMania 33, no qual Rollins derrotou Triple H após a execução de um pedigree.
Depois da WrestleMania 33, Rollins começou uma rivalidade com Samoa Joe, a quem ele derrotou no Payback em 30 de abril, para fazer com que Joe tivesse a sua primeira derrota individual no plantel principal. No Extreme Rules em 4 de junho, Rollins competiu em uma luta fatal five-way Extreme Rules envolvendo Finn Bálor, Samoa Joe, Roman Reigns e Bray Wyatt para determinar o desafiante número um ao WWE Universal Championship, que foi vencida por Joe.

#### A reunião da The Shield (2017)
No episódio do Raw de 10 de julho, Rollins salvou o seu ex-companheiro de stable e rival de longa data, Dean Ambrose, de um ataque de The Miz e The Miztourage (Curtis Axel e Bo Dallas). Depois de não ganhar a confiança de Ambrose, Rollins ofereceu a ele uma cadeira de aço e mandou ele o atacá-lo como forma de retribuição para a traição de Rollins, mas Ambrose recusou e os dois foram emboscados por The Miz e o The Miztourage, o que resultou em um combate handicap agendado pelo gerente geral do Raw Kurt Angle para a semana seguinte no Raw, onde eles venceram, mas Ambrose se recusou a fazer o gesto característico do The Shield (o movimento do punho). Nas semanas seguintes, Ambrose e Rollins começaram uma disputa com os campeões de duplas do Raw Cesaro e Sheamus e, eventualmente, conseguiram um combate pelo título no SummerSlam, mas os dois continuaram a desconfiar um do outro. Isso levou os dois a discutirem no ringue no episódio de 14 de agosto do Raw, que culminou em Ambrose e Rollins lutando juntos apenas para combater a tentativa de ataque feita por Cesaro e Sheamus, e para realizarem o gesto tradicional do The Shield para uma alta ovação do público presente na arena. No SummerSlam em 20 de agosto, Ambrose e Rollins derrotaram Cesaro e Sheamus para se tornarem os novos campeões de duplas do Raw.
Depois de semanas de rivalidade com The Miztourage e Cesaro e Sheamus (contra quem defenderam com sucesso seu campeonato de duplas em 24 de setembro no No Mercy e no episódio de 16 de outubro do Raw), inimigos comuns de Ambrose e Rollins, assim como também do ex-companheiro de The Shield Roman Reigns, eles se reuniram oficialmente com Reigns no episódio de 9 de outubro do Raw, reformando o The Shield. The Shield devia encarar a equipe de Braun Strowman, Cesaro, Sheamus, Kane e The Miz no TLC: Tables, Ladders & Chairs em 22 de outubro em uma luta Tables, Ladders, and Chairs handicap 5 contra 3, mas em relação a uma doença, Kurt Angle tomaria o lugar de Reigns, Ambrose, Rollins e Angle venceram a luta. Ambrose e Rollins deveriam enfrentar os Campeões de Duplas do SmackDown The Usos em uma luta interbrand não válida por título no Survivor Series, mas eles perderam o título para Cesaro e Sheamus após a aparição do The New Day do SmackDown no episódio de 6 de novembro do Raw, terminando assim seu reinado aos 78 dias. Isso levou a uma luta entre The Shield e The New Day no Survivor Series em 20 de novembro, que The Shield venceu. Após Dean Ambrose se lesionar, Rollins voltou a ser um lutador individual. Na edição do Raw de 25 de dezembro, Rollins se juntou a Jason Jordan e derrotou Cesaro e Sheamus para se tornarem os novos campeões de duplas do Raw. Rollins ajudou Jordan a vencer Cesaro na edição de 1 de janeiro de 2018 do Raw. No episódio de 8 de janeiro do Raw, Rollins e Jordan juntaram-se a Roman Reigns para lutar contra o Bálor Club (Finn Bálor, Luke Gallows e Karl Anderson), que Bálor Club venceu. Na semana seguinte, Rollins enfrentou Bálor em uma revanche do SummerSlam 2016 e derrotou-o após Jordan interferir na luta e Rollins aplicar um Curb Stomp, a primeira vez que o movimento havia sido usado desde que foi banido quase três anos antes. No Especial de Aniversário de 25 Anos do Monday Night Raw, Rollins e Jordan foram convidados por Christian para participar do ''The Peep Show'', mas Cesaro e Sheamus apareceram e confrontaram Rollins e Jordan, logo Rollins tentou acertar um Diving High Knee em Cesaro, que acabou escapando e Rollins acabou acertando seu companheiro Jordan.
Intercontinental Champion (2018)
No Raw de 19 de fevereiro, Rollins competiu em uma luta de sete homens, onde eliminou Roman Reigns no primeiro e depois John Cena no segundo outono, antes de ser eliminado por Elias. Rollins lutou por uma hora e cinco minutos, o que é o maior desempenho em uma partida por qualquer lutador na história da série. Seis dias depois, na Elimination Chamber, Rollins foi o quinto homem eliminado por Braun Strowman no jogo Elimination Chamber.
Em 8 de abril, no WrestleMania 34, Rollins derrotou Finn Bálor e The Miz em uma luta tripla de ameaça para ganhar o Intercontinental Championship pela primeira vez em sua carreira. Com sua vitória, Rollins tornou-se o vigésimo nono campeão triplo da coroa e o décimo oitavo campeão do Grand Slam na história da WWE, respectivamente. Depois que ele derrotou o The Miz na cláusula de revanche deste último no Backlash em 6 de maio,  Rollins continuaria defendendo o título em várias ocasiões, incluindo vários desafios abertos. No final de maio, Rollins começou uma briga com Elias, que o atacou com seu violão depois que Rollins interrompeu sua performance. Os dois acabaram se enfrentando pelo Intercontinental Championship no Money in the Bank em 17 de junho, onde Rollins prevaleceu. Na noite seguinte, em Raw, Rollins largou o campeonato para Dolph Ziggler, após uma distração do aliado de Ziggler, Drew McIntyre, terminando seu reinado aos 72 dias. Ziggler manteria contra Rollins em várias ocasiões, no entanto, em 19 de agosto, no SummerSlam pay-per-view, Rollins derrotou Ziggler para ganhar o campeonato pela segunda vez, depois de se alistar a ajuda de um retorno de Dean Ambrose. O próximo em Raw, Rollins reformou The Shield com Ambrose e Roman Reigns, evitando que Braun Strowman lucrasse seu contrato com Money in the Bank contra Reigns, o Campeão Universal. No Hell in a Cell em setembro, Rollins e Ambrose não conseguiram vencer o Raw Tag Team Championship de McIntyre e Ziggler. No Super Show-Down, em 6 de outubro, o The Shield derrotou McIntyre, Ziggler e Strowman em uma partida de duplas de duplas.  No entanto, duas noites mais tarde no Raw, The Shield foi derrotado pelo mesmo trio em uma revanche, com Ambrose se afastando de seus companheiros após a derrota.
No Raw de 22 de outubro, Reigns anunciou que não poderá mais competir por causa de sua luta contra a leucemia. Mais tarde naquela noite, Rollins e Ambrose derrotaram Ziggler e McIntyre para vencer o Raw Tag Team Championship, apenas para Ambrose ligar Rollins enquanto ele o atacava, acendendo uma briga entre os dois e desmantelando The Shield novamente. O reinado de Rollins e Ambrose como campeão de Raw Tag Team terminou no episódio de Raw de 5 de novembro, quando Rollins perdeu uma partida por handicap para AOP (Akam e Rezar). Duas semanas depois, em 18 de novembro, no Survivor Series, Rollins derrotou o campeão dos Estados Unidos, Shinsuke Nakamura, em uma disputa entre campeão e campeão interbrand. No final do ano, Rollins continuou rivalizando com Ambrose,  que levou a uma disputa de título em 16 de dezembro no TLC, onde Ambrósio derrotou Rollins e terminou seu reinado em 119 dias. Indo para 2019, Rollins não conseguiu recuperar o campeonato de Ambrose em várias ocasiões, incluindo em uma contagem de quedas em qualquer lugar quando Bobby Lashley interferiu,  e em uma luta tripla ameaça em que Lashley ganhou o campeonato depois de realizar o pin em Ambrose.

#### Universal Champion (2019)
Em 27 de janeiro no Royal Rumble pay-per-view, Rollins venceu seu primeiro Royal Rumble, eliminando finalmente Braun Strowman. Na noite seguinte em Raw, Rollins desafiou Brock Lesnar para o Campeonato Universal na WrestleMania 35.  No Raw de 25 de fevereiro, Rollins e Reigns, que haviam retornado anteriormente de sua leucemia, auxiliaram Ambrose em um ataque de Lashley, Elias, Baron Corbin e Drew McIntyre. Na semana seguinte no Raw, Ambrose ajudaria Rollins e Reigns de outro ataque dos mesmos quatro homens, antes de o trio realizar sua pose de assinatura, reunindo oficialmente o grupo pela terceira vez.  O The Shield derrotou a equipe de McIntyre, Lashley e Corbin no Fastlane. Na WrestleMania, Rollins derrotou Lesnar para vencer o Campeonato Universal pela primeira vez.
Rollins, em seguida, entrou em uma briga com o novo Raw Superstar AJ Styles. Styles ganhou uma partida do campeonato contra Rollins no Money in the Bank depois de derrotar o Baron Corbin no episódio de Raw de 22 de abril. Na semana seguinte, Rollins e Styles assinaram o contrato para a partida. A assinatura terminou com os Estilos entregando um antebraço fenomenal em Rollins através de uma mesa.  Os dois se uniram para enfrentar Corbin e Bobby Lashley na semana seguinte. Styles abandonou Rollins durante o combate após acidentalmente atingi-lo com "Phenomenal ForeArm", permitindo a Corbin prendê-lo. Em Money in the Bank, Rollins derrotou Styles para manter o campeonato. Rollins defendeu com sucesso o título contra Corbin no Super Showdown e também estragou a tentativa do "cash-in"  de Lesnar no na mesma noite.
Monday Night Messiah (2019–atualmente)
Em Novembro, Rollins foi escolhido como capitão do Team Raw no Survivor Series, contra o Team Smackdown e o Team NXT. No evento o Team Smackdown saiu vitorioso no main event. Após isso, Rollins virou heel, transformando-se no Monday Night Messiah e criando uma facção com AOP (Akam e Rezar) e com Buddy Murphy.
Pelas próximas semanas, Rollins e o AOP atacariam e brutalizariam Rey Mysterio, Samoa Joe e Kevin Owens, e inclusive ganhando o WWE Raw Tag Team Championship com Murphy em 22 de janeiro de 2020, em um episódio do Raw onde derrotaram os Viking Raiders (Erik e Ivar), tornando-se recordista de seis vezes campeão. Rollins competiu na 2020 Royal Rumble como o último a entrar, mas foi eliminado por Drew McIntyre. Rollins e Murphy defenderam com sucesso o título das duplas contra os Street Profits (Angelo Dawkins e Montez Ford) no Super Showdown, no dia 27 de fevereiro, mas perderam os títulos para os mesmo no dia 2 de março, em um episódio do Raw. Rollins e Murphy falharam em reconquistar os títulos de duplas dos Street Profits na Elimination Chamber, seis dias depois de perder os títulos. Na Wrestlemania 36, no dia 5 de abril, Rollins enfrentou Kevin Owens, onde perdeu via desqualificação após acertar Owens com o gongo. Entretanto, a luta foi reiniciada como uma luta Sem Desqualificação, onde o Owens venceu via pinfall.

## Professional wrestling style and persona
Parte do seu nome de ringue da WWE é uma homenagem ao ex-cantor de Black Flag Henry Rollins. [249] Durante seu tempo na FCW, Rollins usou um superkick para um oponente ajoelhado chamado Avada Kedavra como finalizador.  Quando ele entrou para o The Authority, ele adotou o Pedigree de Triple H como sua manobra de acabamento. Em abril de 2017, ele introduziu um novo movimento de finalização, um ataque de joelho em salto chamado Ripcord Knee.  Rollins sabia usar seu atual e mais notável finalizador, o Curb Stomp (muitas vezes chamado de The Stomp ), durante a maior parte de sua carreira.
Ao longo de seu tempo como membro do Shield, antes de o time inicialmente se dispersar, seu personagem era o de uma "cabeça quente falada que faria coisas loucas" para ajudar The Shield.  Após a dissolução do Shield, Rollins ficou conhecido como o "Arquiteto".

## Vida pessoal
Lopez reside em Moline, Illinois. Ele é ateu.
Em 2014, Lopez e seu ex-parceiro de tag team, Marek Brave, fundaram a Black & The Brave Wrestling Academy, uma escola de wrestling profissional em Moline, Illinois. Em fevereiro de 2019, Lopez abriu um café chamado 329 Dport em sua cidade natal, Davenport, Iowa. [262] Ele é fã dos Chicago Bears e St. Louis Cardinals.
Em 9 de fevereiro de 2015, uma foto nua da ex-wrestler do NXT Zahra Schreiber, supostamente namorada de Lopez, foi postada em suas contas de mídia social, cujo conteúdo é automaticamente republicado pelo WWE.com. Logo depois, fotos nuas de Lopez foram postadas na página do Twitter por sua então noiva, Leighla Schultz. Em resposta, Lopez pediu desculpas por "fotografias privadas que foram distribuídas sem [seu] consentimento". Em 25 de fevereiro de 2016, Lopez revelou que ele tinha terminado com Schreiber, mas ele não disse o que causou a divisão.
Depois de meses de especulação, foi confirmado em 13 de maio de 2019, que Lopez está em um relacionamento com a superestrela do WWE, Rebecca Quin, mais conhecida como Becky Lynch. A WWE posteriormente reconheceu o relacionamento em seu site. O casal ficou noivo em 22 de agosto de 2019. Em 11 de maio de 2020, no programa Raw, Quin anunciou que ela e Colby estão esperando o primeiro filho(a). O casal também confirmou a chegada do bebê para Dezembro.

## Filmografia
| Ano  | Título                                | Papel                        | Nota              |
| ---- | ------------------------------------- | ---------------------------- | ----------------- |
| 2016 | Sharknado: The 4th Awakens            | AstroTech Lopez              | Estréia em filmes |
| 2017 | The Jetsons & WWE: Robo-WrestleMania! | Seth Rollins/Reactor Rollins | Voz               |
| 2017 | Armed Response                        | Brett                        |                   |
| 2019 | Trouble                               | Norm                         | Voz               |
| 2020 | Like a Boss                           | Byron                        |                   |

## No wrestling
- Movimentos de finalização
  - Como Seth Rollins
    - Avada Kedavra (FCW) (Superkick em um oponente ajoelhado ou sentado)[5] – 2010–2011; usado mais como um movimento secundário antes disso
    - Blackout[171] (NXT) Curb Stomp/Peace of Mind[171] (WWE) (Running stomp na parte de trás da cabeça do adversário)[54][172][173] – 2012–presente.
    - Diving high knee,[174][175] às vezes seguido de um springboard[176] – 2012–2014;  usado como um movimento secundário antes disso
    - Pedigree (Double underhook facebuster)[128][177] – 2015–presente; adotado de Triple H[178]
    - Skywalker (Standing shiranui)[174][179] (NXT) – 2012–2013; usado como um movimento secundário antes disso
    - Snap single underhook front facelock drop – 2015

  - Como Tyler Black
    - God's Last Gift[6]/Small Package Driver[6] (Fisherman buster flutuando para um small package, às vezes da corda superior[180] ou aplicando um wrist-clutch)[181]
    - Paroxysm (Swinging lifting inverted DDT)[1][182][183]
    - Phoenix splash[1][6]
    - Turnbuckle powerbomb seguindo por um superkick[6]
- Movimentos secundários
  - Como Seth Rollins
    - Corner forearm smash[175][184][185][186]
    - Múltiplas variações de chutes:
      - Back[175][185]
      - Enzuigiri[174][175][184][185]
      - Legsweep[174][185]

    - Phoenix splash[1]
    - Reverse STO nos extensores do ringue[175][184][185][186]
    - Sling blade[187]
    - Suicide dive[174][185]
    - Turnbuckle powerbomb[175][186]
    - Superplex seguido por um falcon arrow

  - Como Tyler Black
    - Belly-to-back suplex spun out em um Reverse STO[1]
    - Big boot[188]
    - Diving splash[183]
    - Fireman's carry facebuster[26]
    - Inverted frankensteiner[1]
    - Jumping corkscrew roundhouse kick[1]
    - Running shooting star press[189]
    - Springboard clothesline[182]
    - Standing moonsault[182]
- Managers
  - Allison Wonderland[1]
  - J&J Security (Jamie Noble e Joey Mercury)[112]
  - Lacey[1]
  - Mr. Milo Beasley[1]
  - Rain[1]
- Alcunhas
  - "Freakin"
  - "The Aerialist"[190]
  - "The Architect"[191]
  - "The (Undisputed) Future of WWE"[192]
  - "Mr. Money in the Bank"[193]
  - "The Kingslayer"
  - "The Man"[194]
  - "The Monday Night Messiah"
- Temas de entrada
  - "American Love" por Haste the Day (IWA Mid-South)[195]
  - "Battle On" por War of Ages[196]
  - "The Haunted" por Walls of Jericho[197]
  - "Flesh It Out" por Blues Saraceno[198] (NXT)
  - "Special Op" por Jim Johnston[199] (WWE; 16 de dezembro de 2012 – 2 de junho de 2014; usado enquanto parte do The Shield)
  - "Line In The Sand" por Motörhead (WWE; 6 de junho de 2014)
  - "The Second Coming" por CFO$[200] (WWE; 9 de junho de 2014–2020; diferentes variações usadas)[201][202]
  - "King of Kings" por Motörhead (WWE; 19 de agosto de 2013 – 24 de novembro de 2014; 29 de dezembro de 2014–2015; usado enquanto parte da The Authority)
  - "The Rising" por CFO$ (WWE; Maio de 2020-presente)

## Títulos e prêmios
- Absolute Intense Wrestling

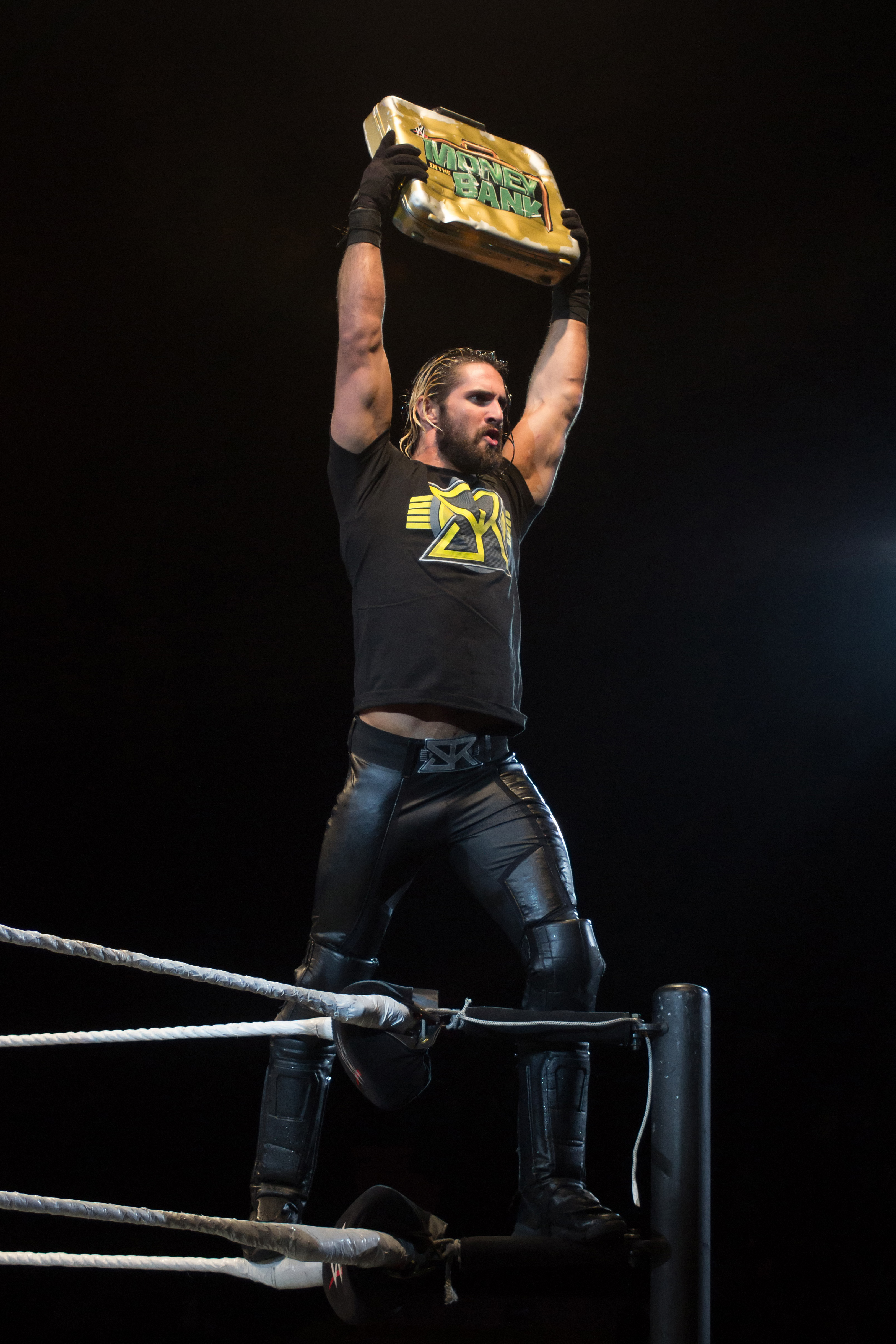
Rollins com a maleta do Money in the Bank que ele ganhou em junho de 2014.

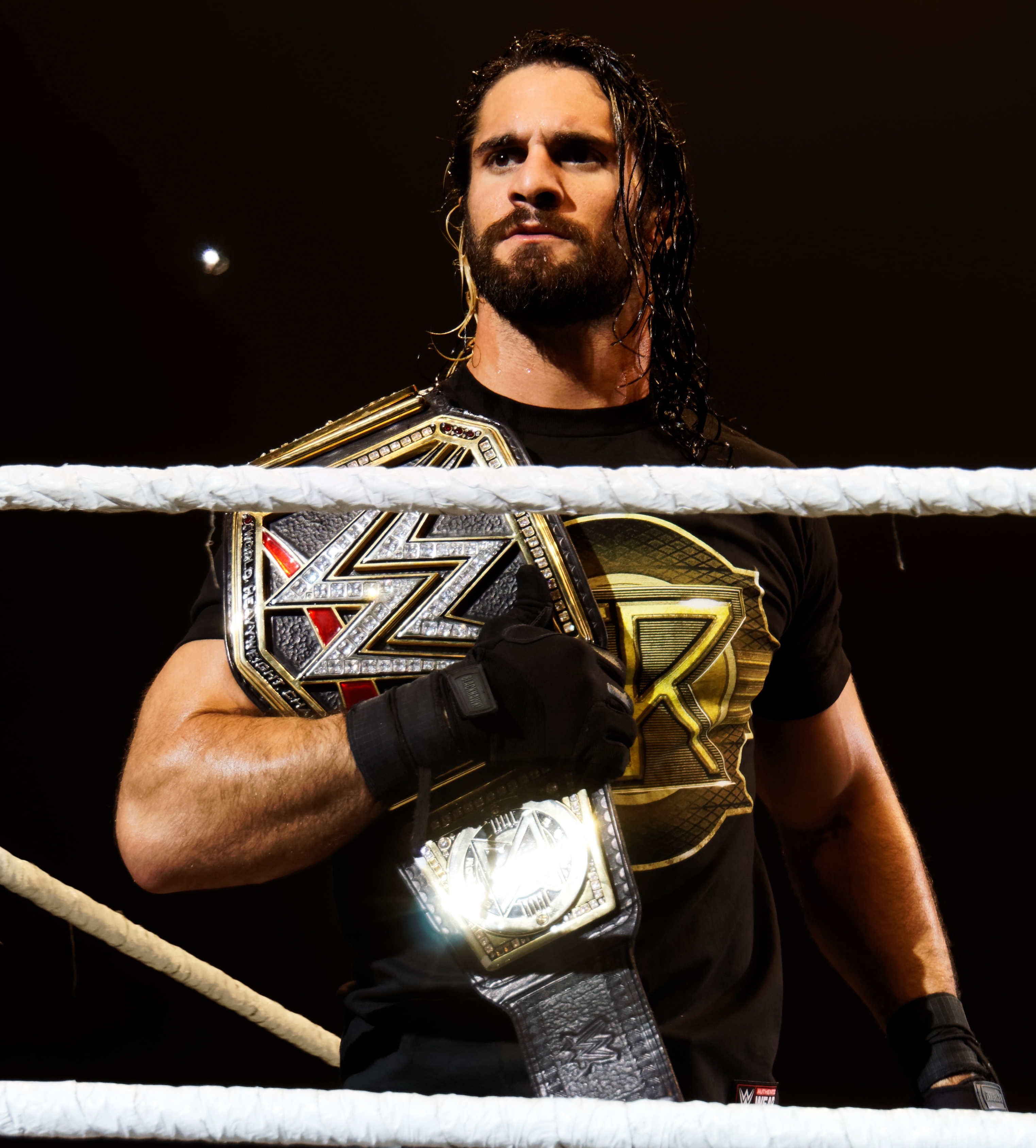
Seth Rollins como campeão mundial dos pesos-pesados da WWE.

  - AIW Intense Division Championship (1 vez)[203]
- All-American Wrestling
  - AAW Heavyweight Championship (3 vezes)[204]
  - AAW Tag Team Championship (2 vezes) – com Marek Brave (1) e Jimmy Jacobs (1)[204]
- Florida Championship Wrestling
  - FCW Florida Heavyweight Championship (1 vez)
  - FCW 15 Championship (1 vez)[205]
  - FCW Florida Tag Team Championship (1 vez) – com Richie Steamboat[45]
  - Jack Brisco Classic Tournament (2011)[205]
  - Primeiro lutador a completar o Grand Slam da FCW[5]
- Full Impact Pro
  - FIP World Heavyweight Championship (1 vez)[1]
- Independent Wrestling Association Mid-South
  - IWA Mid-South Light Heavyweight Championship (1 vez)[203]
- Mr. Chainsaw Productions Wrestling
  - MCPW World Heavyweight Championship (1 vez)[206]
- NWA Midwest
  - NWA Midwest Tag Team Championship (2 vezez) – com Marek Brave[203]
- Pro Wrestling Guerrilla
  - PWG World Tag Team Championship (1 vez) – com Jimmy Jacobs[1]
- Pro Wrestling Illustrated
  - Rivalidade do ano (2014)[207] vs. Dean Ambrose
  - Dupla do ano (2013)[208] com Roman Reigns
  - PWI o colocou na #1ª posição dos 500 melhores lutadores individuais na PWI 500 em 2015.[209]
- Ring of Honor
  - ROH World Championship (1 vez)[28]
  - ROH World Tag Team Championship (2 vezes) – com Jimmy Jacobs[23]
  - Torneio pelo ROH World Tag Team Championship – with Jimmy Jacobs
  - Survival of the Fittest (2009)[25]
- Wrestling Observer Newsletter
  - Dupla do ano (2013) com Roman Reigns[210]
- Scott County Wrestling
  - SCW Heavyweight Championship (1 vez)
- WWE
  - WWE Championship (2 vezes)
  - World Heavyweight Championship (2 vezes, atual)
  - WWE Universal Championship (2 vezes)
  - WWE Intercontinental Championship (2 vezes)
  - WWE United States Championship (2 vezes)
  - WWE/Raw Tag Team Championship (6 vezes) – com Roman Reigns (1), Dean Ambrose (2), Jason Jordan (1), Braun Strowman (1) e Buddy Murphy (1)
  - Money in the Bank (2014, 2025)
  - Royal Rumble (2019)
  - Slammy Awards (9 vezes):
    - Lutador do Ano (2015)
    - Trending Now (Hashtag) do Ano (2013) - #BelieveInTheShield
    - Breakout Star of the Year (2013) com Dean Ambrose e Roman Reigns como The Shield
    - Facção do ano (2013, 2014) - com Dean Ambrose e Roman Reigns como The Shield
    - Luta do ano (2014) - Equipe Cena vs. Equipe Authority
    - "Anti-gravidade" do ano (2014) - Pulando do Balcão do Payback
    - Double-Cross of the Year (2014) - Traindo The Shield e se juntando com a The Authority
    - Participação dos fãs do ano (2014) - "Você se vendeu"
- WWE NXT
  - NXT Championship (1 vez)[56][57]
  - NXT Gold Rush Tournament (2012)